# 33158 Rúfus
(33158) Rúfus, denumire internațională (33158) Rufus, este un asteroid din centura principală de asteroizi.

## Descriere
33158 Rúfus este un asteroid din centura principală de asteroizi. A fost descoperit pe 26 februarie 1998 la Modra de Peter Kolény și Leonard Kornoš. Asteroidul prezintă o orbită caracterizată de o semiaxă mare de 2,68 ua, o excentricitate de 0,27 și o înclinație de 5,3° în raport cu ecliptica.